# Alexander Gerst
Tiến sĩ Alexander Gerst (sinh ngày 3 tháng 5 1976 tại Künzelsau, Baden-Württemberg, Đức) là một phi hành gia thuộc Cơ quan vũ trụ châu Âu và là một nhà vật lý địa chất học. Vào năm 2009 ông được chọn để tham gia chương trình huấn luyện vũ trụ. Ông từng là thành viên phi hành đoàn của Trạm vũ trụ Quốc tế từ tháng 5 đến tháng 11 năm 2014.
Ông từng theo học tại Viện công nghệ Karlsruhe, Đức và lấy bằng về vật lý địa chất học. Ông cũng đã học về khoa học trái đất ở trường Đại học Wellington Victoria ở New Zealand và lấy được bằng thạc sĩ. Ông bắt đầu công việc nghiên cứu từ năm 2005 và nhận được bằng Tiến sĩ về khoa học tự nhiên của Viện vật lý địa chất của Đại Học Hamburg vào năm 2010. Ông có sở thích leo núi, lặn và nhảy dù.
Ông chính thức được chọn làm phi hành gia của Cơ quan vũ trụ châu Âu vào năm 2009. Lần bay vào không gian đầu tiên của ông là từ tháng 5 đến tháng 11 năm 2014 với tư cách thành viên phi hành đoàn của cuộc thám hiểm 40/41 tại Trạm vũ trụ Quốc tế.
Vào ngày 10 tháng 11 năm 2014, lúc 03 giờ 58 giờ GMT (04:58 CET), ông đã hạ cánh trở lại trái đất này cùng phi thuyền Soyuz TMA-13M. Cũng chính chiếc phi thuyền này cũng đã đưa ông lên Trạm vũ trụ Quốc tế vào ngày 28 tháng 5 năm 2014.
Vào mùa hè năm 2018, theo dự kiến một lần nữa ông sẽ đến làm việc tại Trạm vũ trụ Quốc tế, lần này với tư cách chỉ huy của trạm.